# Šelešovice
Šelešovice (deutsch Schelleschowitz, 1939–1945 Sulschwitz) ist eine Gemeinde in Tschechien. Sie liegt sechs Kilometer südwestlich von Kroměříž und gehört zum Okres Kroměříž.

## Geographie
Šelešovice befindet sich am nordöstlichen Fuße des Marsgebirges. Die Gemeinde liegt linksseitig der Kotojedka bzw. Olšinka gegenüber der Einmündung des Baches Trňák. Östlich des Dorfes verläuft die Bahnstrecke Kroměříž–Zborovice. Im Osten erhebt sich die Obora (323 m), südöstlich die Kopaniny (309 m) und im Nordwesten der Troják (396 m).
Nachbarorte sind Sobělice im Norden, Jarohněvice und Drahlov im Nordosten, Trňák und Velké Těšany im Osten, Vrbka und Zlámanka im Südosten, Soběsuky, Olšina und Skržice im Süden, Stratilův Mlýn und Nětčice im Südwesten, Medlov im Westen sowie Tetětice, Věžky und Rataje im Nordwesten.

## Geschichte
Archäologische Funde belegen eine frühzeitliche Besiedlung des Gemeindegebietes. Dazu gehören ein kleiner Dolch aus der Zeit der Mitteldonauischen Grabhübelkultur, mehrere Gräber aus der Hallstattzeit, sowie eine slawische Siedlung.
Die erste schriftliche Erwähnung des Dorfes Sulisovitz erfolgte 1349 als Besitz des Vladiken Alschik de Sulisovitz aus dem Geschlecht der Kužel von Žeravice. Alschik und sein Bruder Šach von Kuželov verkauften im Jahre 1368 50 Scherf aus den Einnahmen von Sulischowitz als Mitgift an Mrakeš von Soběbřuchy. Sitz der Herren von Sulischowitz war die in der Mitte des Dorfes befindliche Feste. Im Laufe der Zeit wurde der Besitz immer mehr zerstückelt. Besitzer des Hofes Sulischowitz wurde Bušek von Doloplazy. 1460 verkaufte Jan von Zástřizl und Nemotice den Hof an Jan von Věžky, welcher noch im selben Jahre das Prädikat von Sulisovitz gebrauchte. Nach dem Tode des Jiřík von Rataje ging der Hof 1466 an die Brüder Jan und Hynek von Ludanice sowie Jan Bořita von Bystřice als Treuhänder über, die Sulisovitz an das Bistum Olmütz verpfändeten. Später löste Bischof Stanislaus Thurzo das Pfand aus und schloss Sulisovitz an die Herrschaft Kroměříž an. Im Jahre 1585 brannte das Dorf nieder und 1665 richtete erneut ein Großfeuer beträchtliche Schäden an. Im Jahre 1651 wurde der Ort als Sselessowicz bezeichnet. Das älteste Ortssiegel stammt aus dem 18. Jahrhundert und trägt die Umschrift PECZET.DIEDINY.CZELECZOWICZ. 1747 ließ Kardinal Ferdinand Julius von Troyer in Šelešovice ein Erbgericht anlegen, das von der Fron befreit war und das Schankrecht erhielt. 1819 wurde die Schankgerechtigkeit vom Erbgericht abgetrennt und auf das Haus Nr. 8 übertragen. Seit 1817 gab der Hilfslehrer aus Rataje in einer Chaluppe in der Ortslage Zabrání Unterricht. 1831 brach eine Choleraepidemie aus und in der Flur Ostuda wurde ein Cholerafriedhof angelegt. Am 19. Juni 1837 brannten nach einem Blitzeinschlag acht Häuser nieder. Im darauffolgenden Jahr wurde zum Gedenken an den Brand eine jährliche Prozession nach Nětčice aufgenommen und am Gehöft Nr. 12 ein Marienbildnis aufgestellt. Im Dorf begann zu dieser Zeit die Sammlung von Geldern für den Bau einer Kirche. Da diese dafür nicht ausreichten, wurden die Einnahmen in den Bau der Kapelle in Nětčice eingebracht und das Marienbild kam in die Kapelle. Bis zur Mitte des 19. Jahrhunderts blieb das Dorf immer den bischöflichen Gütern Kroměříž untertänig.
Nach der Aufhebung der Patrimonialherrschaften bildete Šelešovice / Schelleschowitz ab 1850 eine Gemeinde in der Bezirkshauptmannschaft Kroměříž. 1857 wurde in Šelešovice ein eigenes Schulhaus errichtet, das Baumaterial kaufte die Gemeinde für 200 Gulden in Kroměříž vom Abbruch des Schmiedetores. Im November 1868 legte ein Brand 22 Häuser in Schutt und Asche. 1869 lebten in den 64 Häusern des Dorfes 350 Personen. Ab 1881 verwendete die Gemeinde die Bezeichnung Sulešovice / Sulschwitz. 1907 wurde der zweiklassige Unterricht aufgenommen, wobei bis zur Errichtung eines neuen Schulhauses im Jahre 1909 eine Klasse in der Schänke unterrichtet wurde. Im Jahre 1921 hatte die Gemeinde 473 Einwohner und bestand aus 92 Häusern. Seit 1924 trägt die Gemeinde den Namen Šelešovice. Die Straße nach Rataje entstand zwischen 1926 und 1928. Zum Ende des Zweiten Weltkrieges wurde das Dorf am 3. Mai 1945 nach einem dreitägigen Kampf mit der Wehrmacht von der Rumänischen Armee eingenommen. 1961 wurde Šelešovice nach Jarohněvice eingemeindet und mit diesem zusammen 1986 nach Kroměříž. Seit dem 1. Jänner 2001 bildet Šelešovice wieder eine eigene Gemeinde.

## Gemeindegliederung
Für die Gemeinde Šelešovice sind keine Ortsteile ausgewiesen.

## Sehenswürdigkeiten
- Steinernes Kreuz auf dem Friedhof
- Gedenkstein für die Opfer des Ersten Weltkrieges, errichtet 1920

## Söhne und Töchter der Gemeinde
- Josef Wlha (1845–1918), Fotograf
- Lubomír Malinovský (1931–1997), Anatom und Pathologe